# Russell Balogh
Russell Balogh (Guildford, Surrey, Inglaterra; 21 de mayo de 1981) es un actor de cine y televisión, y doble de riesgo británico, conocido por su papel de Chris en la serie The Day of the Jackal (2024).

## Biografía y carrera
Russell Balogh nació y creció en Guildford, Surrey, Inglaterra. Hizo su primera aparición en un episodio de la serie de la BBC, Restoration Home (2011) como el aristócrata Robert Arkwright. También es conocido por interpretar al espía alemán Lundt en Dad's Army (2016), a Russ en The Gentlemen (2019), de Guy Ritchie, y al obispo Aldulf en Vikingos (2013).

## Filmografía

### Doble de riesgo
- Jurassic World: Dominion
- Fantastic Beasts: The Secrets of Dumbledore
- The Northman
- Black Widow
- Infinite
- The Old Guard
- Gangs of London
- 1917
- Hobbs & Shaw
- Solo: A Star Wars Story

### Doble de cuerpo
- The Ministry of Ungentlemanly Warfare
- Last Christmas
- Pennyworth
- A Discovery of Witches
- Justice League
- Ant-Man and the Wasp: Quantumania